# Portadown

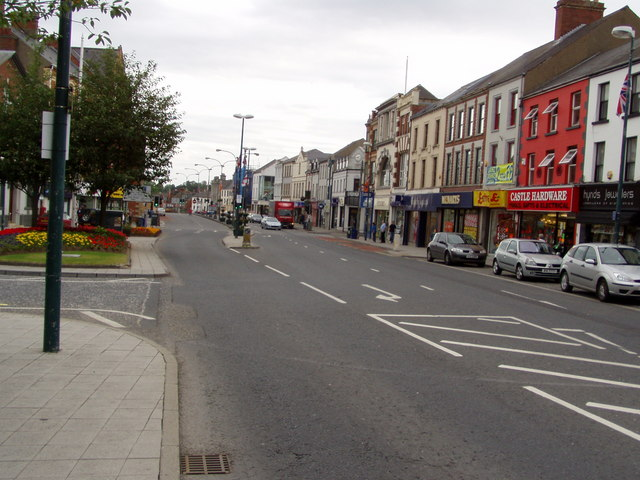
Portadowns huvudgata 2006, sedd från St Mark's church

Portadown är en stad i County Armagh, Nordirland sydväst om Belfast. Stadens invånarantal var år 2001 ungefär 22 000.